# 加瀬慎一
加瀬 慎一（かせ しんいち、1958年11月16日 - ）は、日本の俳優である。旧芸名は加勢慎一（読み名同じ）。愛知県出身。
1980年、横浜放送映画専門学院（現・日本映画大学）演劇科卒業後、「劇団1980」に所属。以降、舞台を中心に活動し、映画やTVにも出演する。

## 出演
- ザ・ハングマン
- 宇宙刑事ギャバン
- 松本清張の指（1982年、日本テレビ / 松竹）
- 消えたスクールバス 園児集団蒸発「それは夏祭りから始まった」（1982年、TBS）
- 笑の大学
- 御宿かわせみ
- 裸の大将放浪記
- 仮面ライダー555（2003年〜2004年、東映）
- 俺は、君のためにこそ死ににいく
- 弁護士・朝日岳之助22
- はみだし刑事情熱系
- 遺留捜査
- 警視庁捜査ファイル さくら署の女たち
- ゴンゾウ 伝説の刑事
- 臨場 (テレビドラマ)
- トミカヒーロー レスキューファイアー
- かんぽ生命保険（CM)
- スーパーローテーション
- みたまを継ぐもの
- ゲゲゲの女房